# Bon voisinage (droit international)
Pour les articles homonymes, voir Bon voisinage.
Le bon voisinage est un principe général du droit international qui revêt une importance particulière dans le domaine du droit international de l'environnement. Ce principe «oblige les États à essayer de concilier leurs intérêts avec ceux des États voisins»  et s'est exprimé dans un certain nombre de décisions juridiques internationales du XXe siècle, notamment l'arbitrage de l'affaire Trail Smelter entre les États-Unis et le Canada.